# Александер Грем (плавець)
Александер Грем (англ. Alexander Graham, 28 квітня 1995) — австралійський плавець.
Чемпіон світу з водних видів спорту 2019 року.
Призер Чемпіонату світу з плавання на короткій воді 2018 року.
Призер Пантихоокеанського чемпіонату з плавання 2018 року.
Переможець Ігор Співдружності 2018 року.